# Museu do Perfume
O Museu do perfume é um museu alemão localizado na cidade de Colônia.

## Características
Encontra-se na histórica Casa Farina, situada na antiga rua romana Obenmarspforten, em frente ao Museu Wallraf-Richartz e à prefeitura. É precisamente aqui, onde antigamente se fabricava a água-de-colônia (eau de cologne). Neste edifício da rua Obenmarspforten tem a sua sede desde 1723 a fábrica de perfume “Johann Maria Farina gegenüber dem Jülichs-Platz” criada em 1709 e a qual é hoje em dia a fábrica de perfume mais antiga do mundo.
Nos diferentes pisos do museu mostram-se os métodos de produção da Eau de Cologne desde seus começos, também estão expostos alguns dos utensílios utilizados por Farina para intensificar a fabricação do perfume, como os aparelhos para a destilação. No museu pode ver assim mesmo fotos e documentos com respeito à produção do perfume ao longo da história, e também as falsificações e plagiados que fizeram para tentar emular o sucesso da eau de cologne, antes de que existese um direito de marcas. Estão ademais expostas as diferentes embalagens nas que ao longo dos anos realizou-se a venda da Eau de Cologne.
Em 25 de novembro de 2006, quando se cumpria o 240 aniversário da morte de Johann Maria Farina, a Casa Farina foi distinguida como „Ausgewählter Ort“ („Lugar selecionado“) no projeto do Presidente da República Federal "Deutschland - Land der Ideen" („Alemanha – País das idéias“).[1] [2] .